# Escaig
La paraula escaig es refereix a una fracció que excedeix una quantitat expressada en un nombre rodó, és a dir, és un retall, escapoló o sobrant d'una quantitat.

## Orígens
Molt comú a l'occità antic i modern, també existents dialectalment en aragonès i en basc. D'origen incert, no està descartat que en basc sigui autòcton, però és més probable que el vagi rebre del llatí; com que l'escassa semblança amb el gaia (franja de tela) deu ser casual i no se li veu cap arrel romànica, pot ser preromà i més aviat, indoeuropeu.

## Documentacions
La primera documentació existent del mot és en forma llatinitzada el 1280. Amb el significat d'escapoló AlcM en troba dos testimonis documentals del segle xiv, un d'ells barceloní i de 1343. I amb grafia imperfecta es troba també en un document rossellonès de 1386. El 1403 a Vic i molt repetit en un document de Ribes el 1404. A Martorell ho diuen pel sobrant petit dels contes, d'aquí en sorgeix una definició i des de llavors l'ha usat molta gent.
Carles Ros en el seu diccionari en valencià de 1764 explica l'ús del diminutiu, a propòsit de masset (porció de llana, lli cotó o qualsevol cosa que s'utilitzi per filar. Avui el trobem a la toponímia menor del Maestrat amb un sentit comparable amb el de catella "nesga (sobrant triangular de tela)" sentit a dos pobles de la comarca el 1961.
El mot ha tingut fora del català, vida fecunda en llengua d'occident, on ja va usar-lo el gran trobador Pèire Vidal cap al 1200 o poc abans, amb el sentit aplicat abstracte "bocí, gens". D'altra banda en tenim testimonis documentals en cinc fonts (segle xiii).
Avui, escaig, segueix viu per aquelles mateixes terres, el TdF en dona existència en el sentit de "mostra" en dos poetes del segle xvii.
Una guspira de llum prometedora sembla llançar-la l'existència del mot en el basc. Allà és propi del dialecte baix navarrès.

## Etimologia
Ningú no s'ha ocupat fins ara de l'etimologia del mot. L'única cosa ben ferma que podríem dir-ne és que la base fonètica ha de ser esquemàticament alguna cosa com ESKAIO- o quelcom així com ESKADIO-.

## Exemples
- Són 2 € i escaig
- Falten tres mesos i escaig per la recitació
- Hem d'allargar el teu vestit 4 centímetres i escaig